# Posada de la Santa Hermandad
La Posada de la Santa Hermandad es un inmueble de la ciudad española de Toledo.

## Descripción

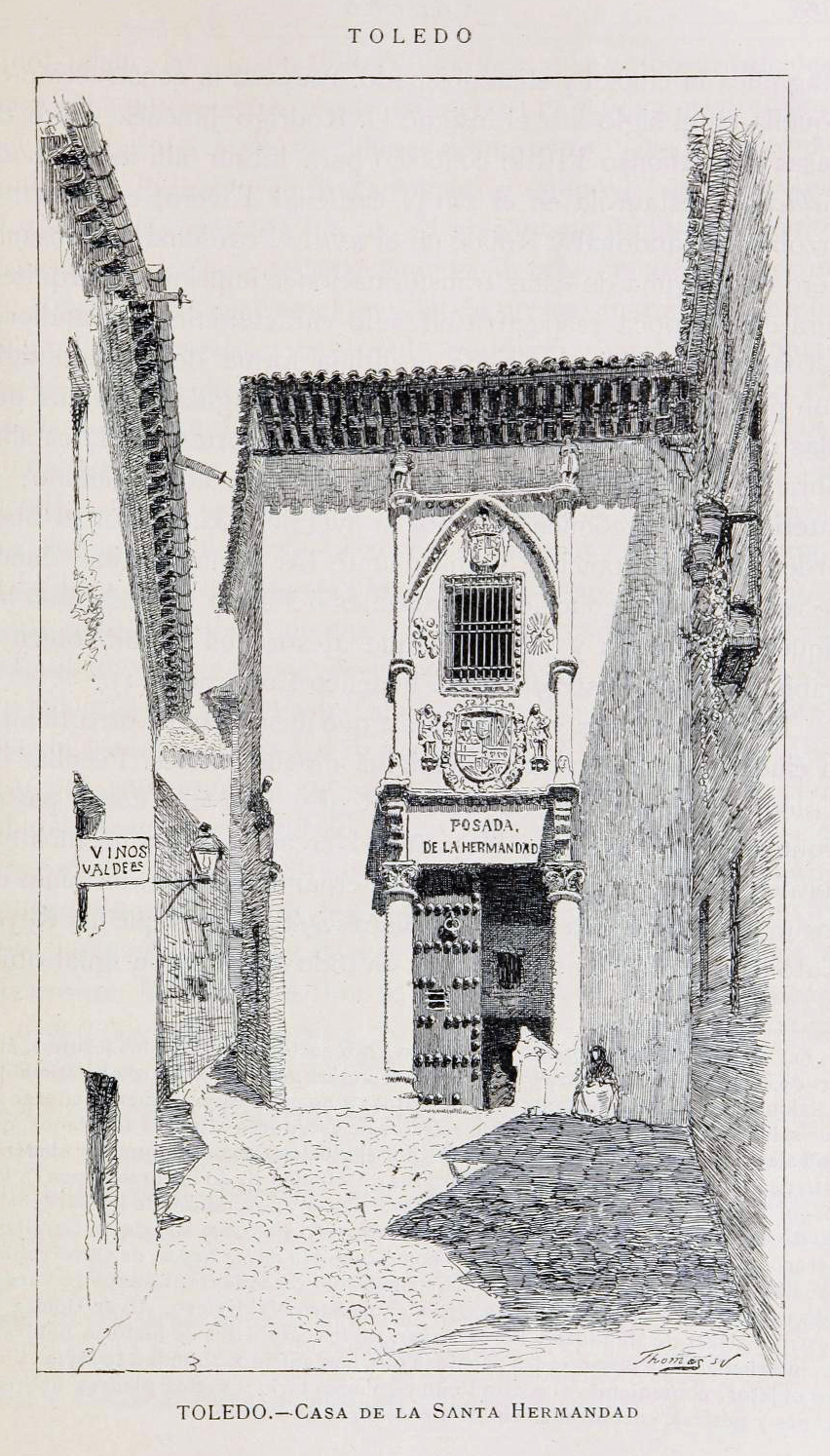
La posada hacia 1886

Se ubica en la calle de la Hermandad, en el interior del casco antiguo de la ciudad de Toledo, en Castilla-La Mancha.
El 3 de marzo de 1920, la posada fue declarada Monumento Arquitectónico Artístico, mediante una real orden publicada en la Gaceta de Madrid el día 12 de ese mismo mes, en la que se hacía referencia a que el edificio se trataría de uno de «los más típicos ejemplares del siglo xv y construcción civil, avalorada por su historia, recuerdo de una de las instituciones jurídicas como la Santa Hermandad».
En 2001 fue delimitado el entorno de protección del edificio, que por entonces contaba ya con el estatus de Bien de Interés Cultural.